# Stazione di Pisa Aeroporto
Stazione di Pisa Aeroporto 2013-ban bezárt vasútállomás Olaszországban, Pisa településen.

## Vasútvonalak
Az állomást az alábbi vasútvonalak érintették:
- Pisa Centrale–Pisai repülőtér-vasútvonal

## Kapcsolódó állomások
A vasútállomáshoz az alábbi állomások vannak a legközelebb:
- Stazione di Pisa Centrale